# Forteresse aldobrandesque (Capalbio)
La forteresse aldobrandesque (en italien : Rocca aldobrandesca) est un élément de fortification côtière située dans le centre historique de la municipalité de Capalbio, le long de la côte de la mer tyrrhénienne en Toscane.

## Histoire
La forteresse aldobrandesque  a été construite au Moyen Âge en tant que possession de l'abbaye Tre Fontane à Rome. Au XIIIe siècle, elle passa aux mains de la famille Aldobrandeschi qui le fortifia davantage ; la famille en a eu le contrôle avec des hauts et des bas jusqu'à la fin du XIVe siècle, date à laquelle elle l'a définitivement perdu au profit des Orsini de Pitigliano.
La permanence de Capalbio et de sa forteresse dans le comté de Pitigliano fut cependant très courte, en raison de la conquête par la république de Sienne qui eut lieu au début du XVe siècle. Depuis lors, c'était l'un des avant-postes les plus méridionaux de la république de Sienne. Les Siennois ont effectué des travaux de rénovation, donnant au monument architectural son aspect définitif.
Dans la seconde moitié du XVIe siècle, avec la chute définitive de Sienne , elle passa aux mains des Médicis, entrant dans les frontières du grand-duché de Toscane.
En 1989, le château a été utilisé par le réalisateur Duccio Tessari pour une grande partie du tournage du film Au bonheur des chiens avec Peter Ustinov et Delphine Forest.

## Description
La forteresse est située au point culminant du village et se compose d'une tour et d'un élégant bâtiment, connu sous le nom de Palazzo Collacchioni. La tour constitue le noyau originel du complexe et présente une section quadrangulaire reposant sur un soubassement en sabot cordé ; la partie supérieure est couronnée d'un créneau au sommet qui repose sur des étagères qui enferment des arcs aveugles.
Le palais date de la Renaissance et s'adosse à la tour sur le petit côté. Le bâtiment est réparti sur trois niveaux, a quelques décorations sur la façade principale, où s'ouvre le portail qui mène à la cour intérieure où se trouve un puits pour recueillir l'eau dans la citerne souterraine en contrebas. A l'intérieur sont conservés des meubles d'époque et un piano-forte Conrad Graf, également joué par Giacomo Puccini qui séjournait souvent à la tour de Tagliata voisine.

## Galerie

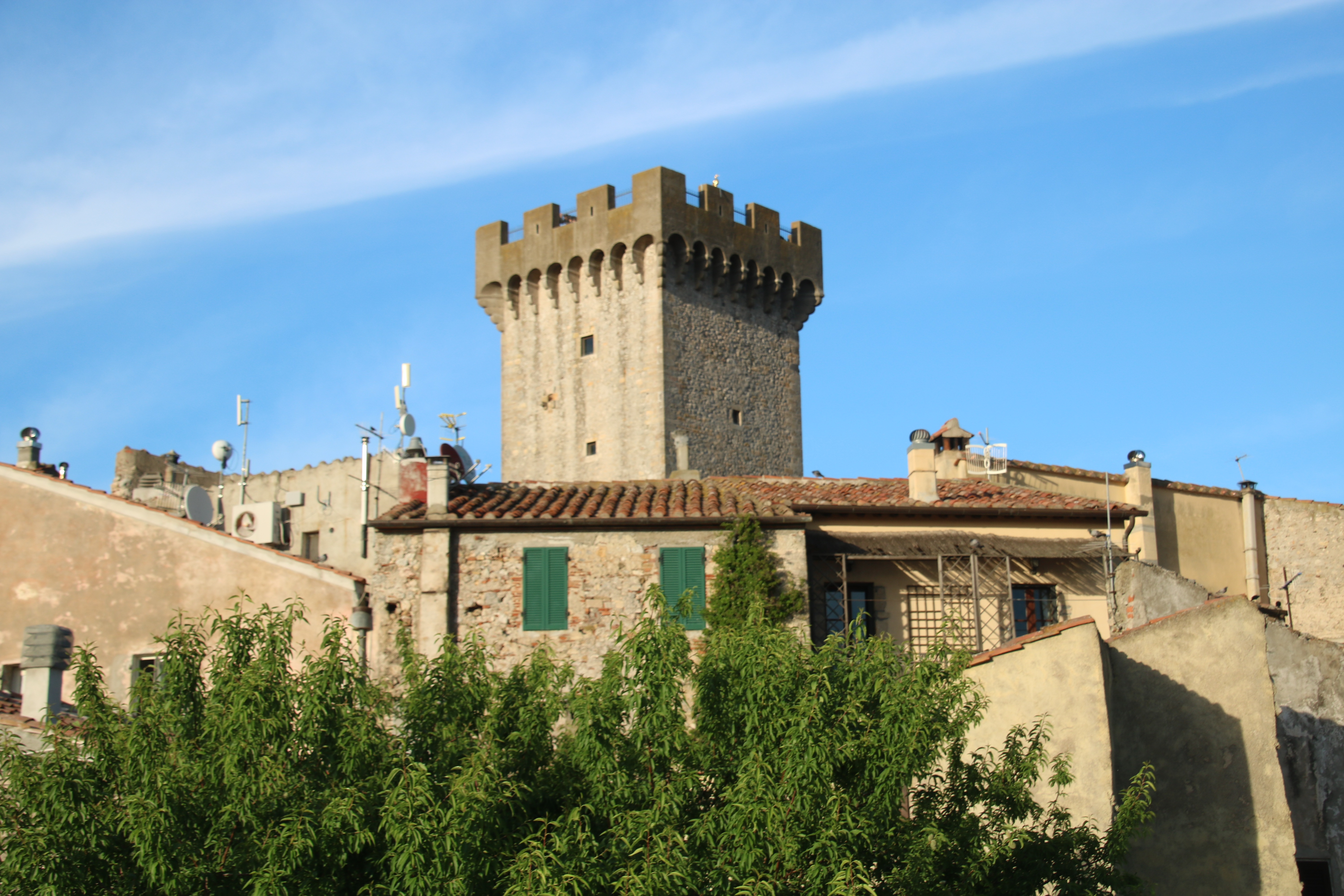
La tour
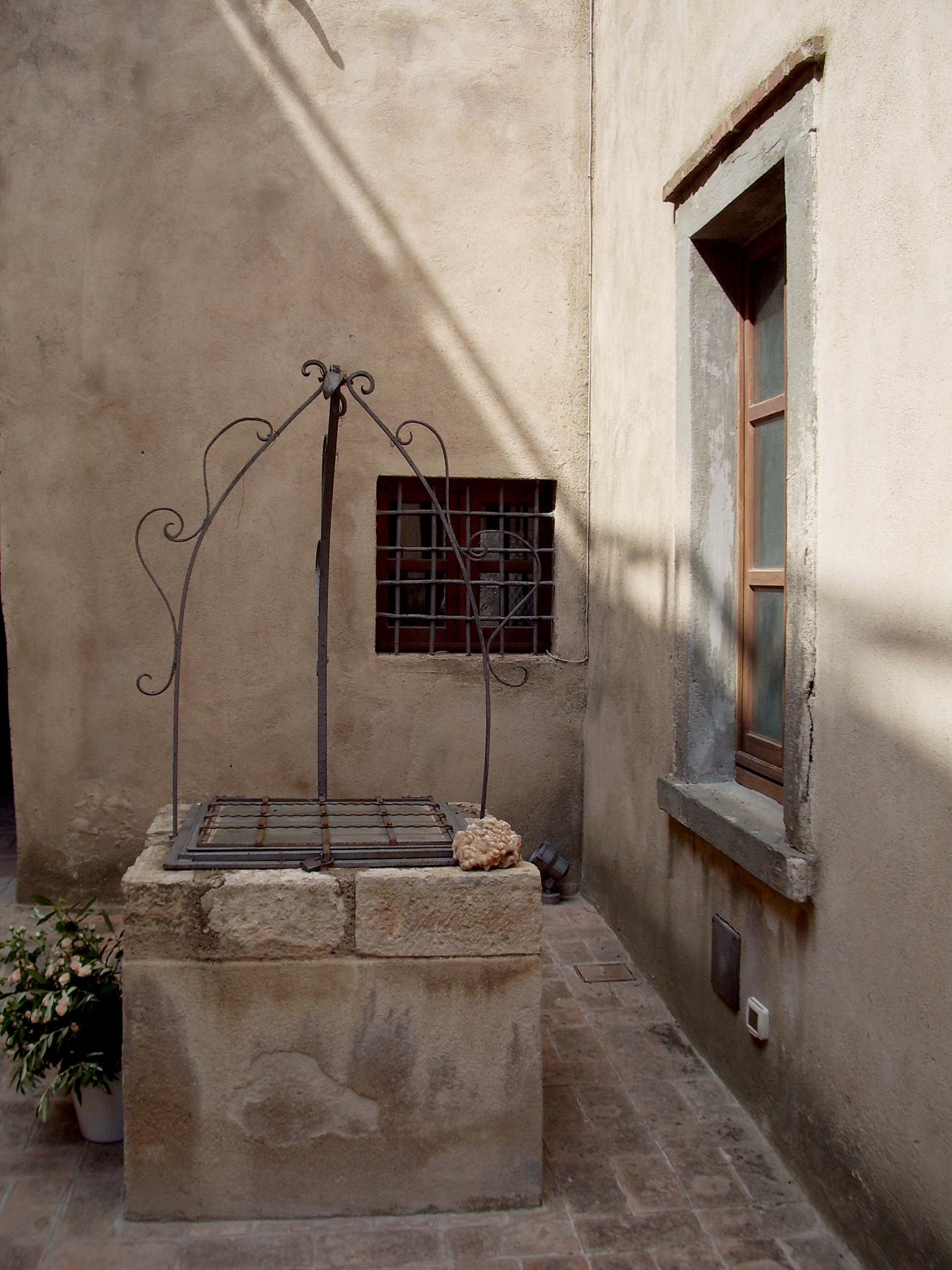
Palazzo Collacchioni
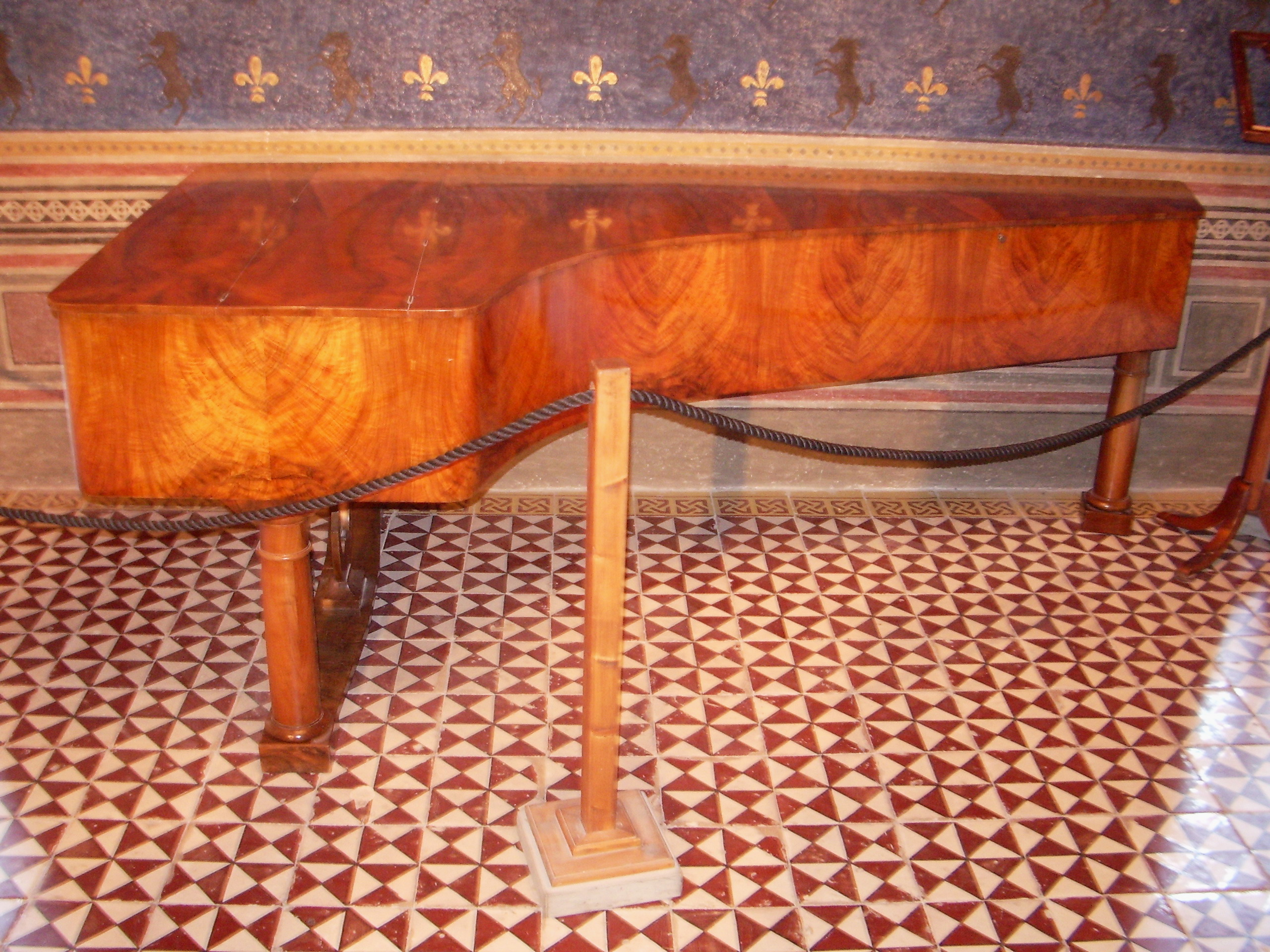
Piano-forte